# Xitta
Xitta (AFI: /ˈʃitta/; 'a Citta in siciliano) è una frazione di Trapani. Si trova a 3 km a sud del capoluogo, sulla strada per Marsala, prima di Paceco. È adiacente alle saline di Trapani, luogo dove si possono ancora trovare alcuni mulini a vento.
Comune autonomo sino al 1868, fu soppresso e accorpato a Trapani a causa delle gravi difficoltà di cassa. Le vie della frazione sono molto strette, particolarità che la rende unica nella periferia. Nella piazza principale, nelle serate di agosto si festeggia il santo Patrono, San Lorenzo.